# Mobile PCI Express Module
Mobile PCI Express Module (MXM) ist eine Verbindungstechnologie für GPUs in Notebooks, basierend auf PCIe. Sie besteht aus einem Sockel, auf den passende MXM-Grafikmodule gesteckt werden. Dies erlaubt, im Gegensatz zu den sonst üblichen Lötverbindungen, ein Austausch des Grafikchips eines Notebooks.
Ursprünglich von Nvidia im Jahr 2004 vorgestellt, soll mit MXM ein industrieweiter, nicht-proprietärer Standard geschaffen werden. Über die Zeit wurde der Standard mehrmals revidiert, aktuell ist Version 3.1.

## Technik

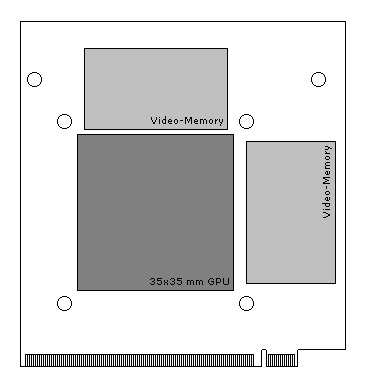
Aufteilung eines MXM-II mit 35 mm GPU

### MXM 1 und 2
Die Karten werden in verschiedene Gruppen (nach Baugröße und Wärmeentwicklung) unterteilt:
- 55,3 mm Bohrungsabstand für Kühllösung (diagonal)
  - MXM-I (max. 18 W; 70 × 68 mm; 35 × 35 mm GPU)
  - MXM-II (max. 25 W; 73 × 78 mm; 35 × 35 mm GPU)
  - MXM-III (82 × 100 mm; 35 × 35 mm GPU)
  - MXM-HE (82 × 100 mm; 35 × 35 mm GPU)

- 60,5 mm Bohrungsabstand für Kühllösung (diagonal)
  - MXM-III (max. 35 W; 82 × 100 mm; 40 × 40 mm GPU)
  - MXM-HE (82 × 100 mm; 40 × 40 mm GPU)

Prinzipiell sind kleinere Module (mit derselben GPU-Größe) aufwärtskompatibel. Das bedeutet, ein MXM-I kann in ein für MXM-HE spezifiziertes Notebook verbaut werden – nicht aber ein MXM-III in ein MXM-II, da die entsprechende Abwärme bzw. Verlustleistung durch die vorhandene Kühllösung des Notebooks abgeführt werden muss.
Prinzipiell wurde der offene Standard (oft falsch als proprietäre Lösung bezeichnet) geschaffen, um Notebook-Herstellern ein schnelleres Umsteigen auf neue Grafikprozessoren zu ermöglichen.

### MXM 3

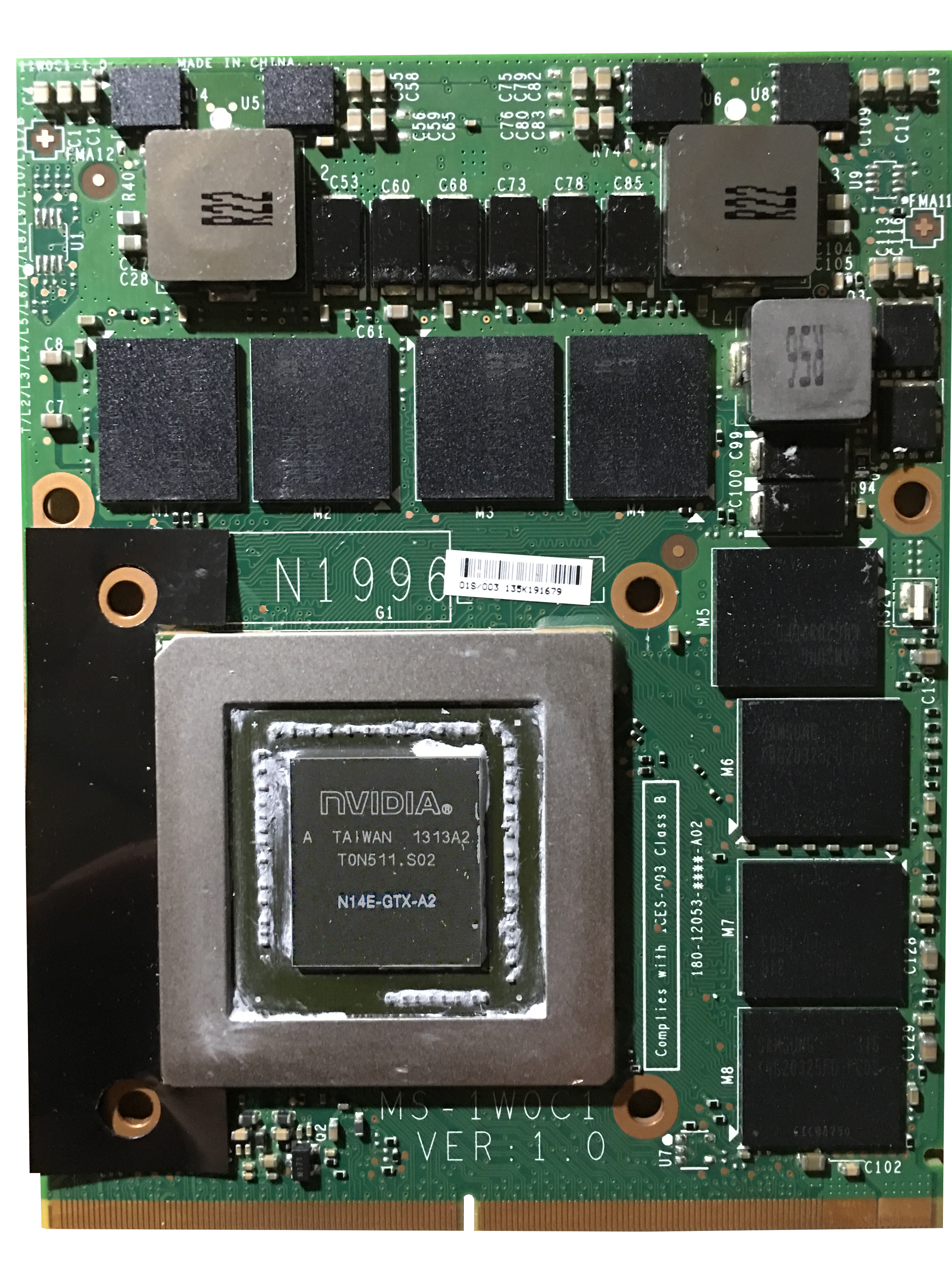
Nvidia GTX 780 MXM-3-Modul Typ-B

Mit MXM 3 wurde der Aufbau der Module überarbeitet. Auch hier wird zwischen mehreren Größen unterschieden.
- Typ-A (max. 55 W; 82 × 70 mm)
- Typ-B (max. 200 W; 102 × 70 mm)

Module vom Typ-A sind dabei mechanisch kompatibel zum Typ-B-Sockel.
MXM 3.1 wurde 2012 vorgestellt. Nennenswert ist hier vor allem die hinzugekommene Unterstützung von PCIe 3.0.

## Verbreitung
Nvidia legt viel Wert auf die Offenlegung der Informationen zu MXM. Es existieren auch MXM-Karten mit ATI-Grafikchips.
Anfang 2006 war die Verbreitung entsprechender Notebooks oder Grafiklösungen noch gering. Ende 2008 finden sich entsprechende Geräte aber in den Produktpaletten namhafter Hersteller, darunter Fujitsu-Siemens, Toshiba, Asus und Acer. Als erster Desktop-Computer verfügte der Apple iMac mit 24" Bildschirmdiagonale über einen MXM-Steckplatz, wobei die dort eingesetzte Karte jedoch nicht mit gängigen MXM-Karten tauschbar ist.
Bei Geräten mit MXM-Steckplatz besteht des Weiteren oftmals das Problem, dass kompatible Grafikkarten nur bei US-amerikanischen oder asiatischen Händlern ohne Funktionsgarantie bestellbar sind.

## Weiter Verwendung

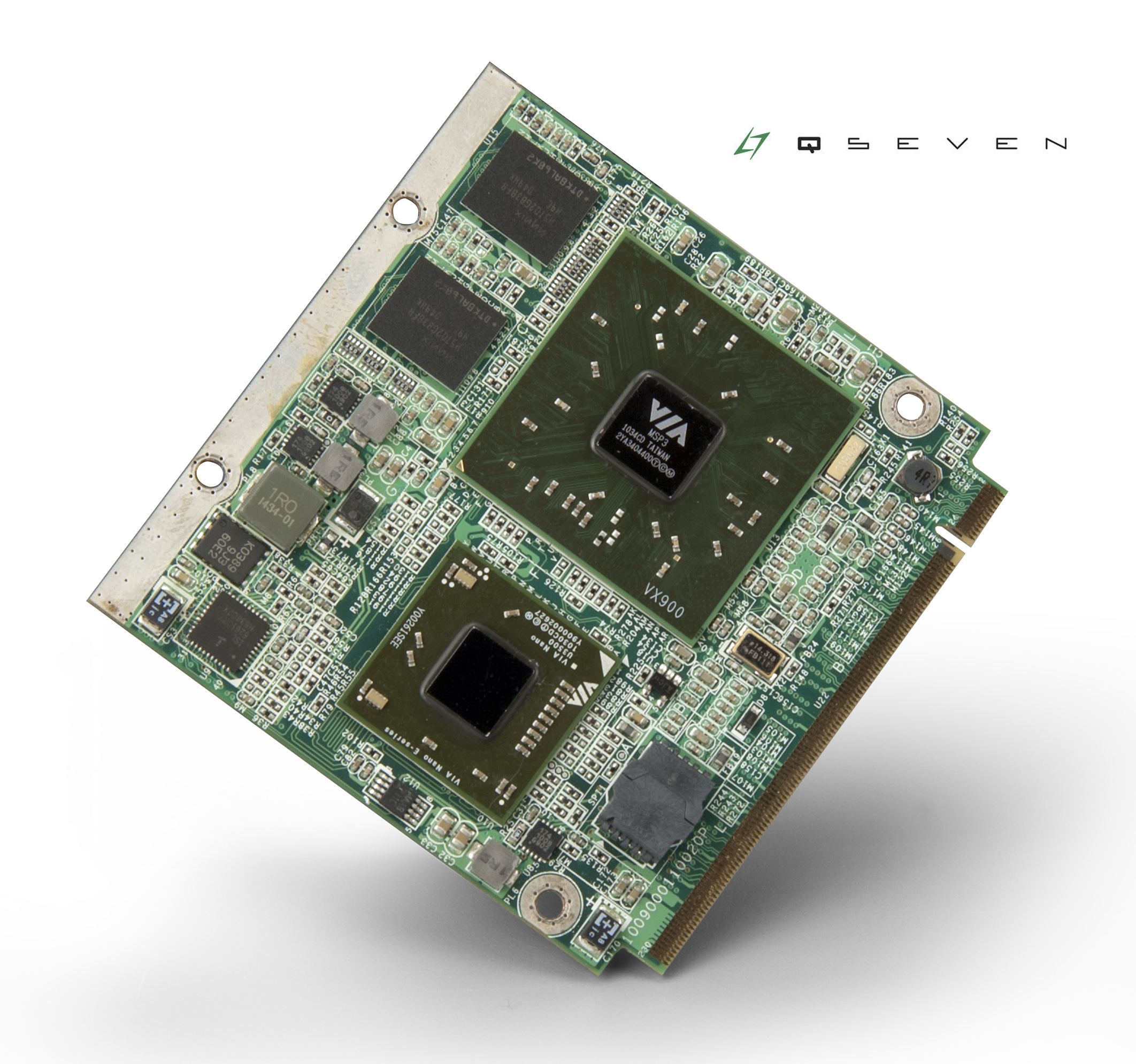
Qseven-Modul QSM-8Q90 von VIA

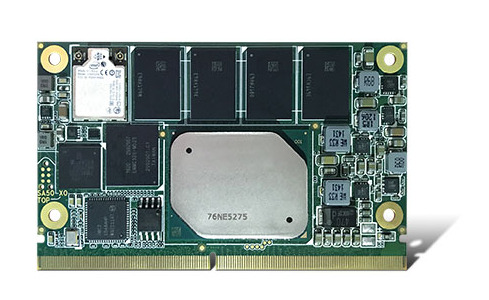
SMARC-Modul von Congatec

Qseven-Module nutzen den gleichen Steckverbinder wie MXM – SMARC-Module nutzen den gleichen Steckverbinder wie MXM 3. Diese beide Computer-on-Module sind nur mechanisch, jedoch nicht elektrisch zu MXM kompatibel.